# Малинский район (Московская область)
Малинский район — административно-территориальная единица в составе Московской области РСФСР, существовавшая в 1929—1957 годах.
Малинский район был образован 12 июля 1929 года в составе Коломенского округа Московской области. В состав района вошли следующие сельсоветы бывшей Московской губернии:
- из Коломенского уезда:
  - из Верховлянской волости: Верховлянский, Дорковский, Колединский, Костомаровский, Леонтьевский, Марьинко-Верховлянский, Пасыкинский
  - из Глебовской волости: Больше-Алексеевский, Больше-Каверинский, Кошелевский, Мартыновский, Старинский, Хонятинский, Щаповский
  - из Куртинской волости: Бортниковский, Каменский, Куртинский, Песоченский
  - из Малинской волости: Малинский, Новоселковский, Харинский
  - из Мещеринской волости: Аксиньинский, Зеваловский, Мещеринский, Орешковский, Сапроновский, Федоровский, Щербининский
- из Троице-Лобановской волости Бронницкого уезда: Авдотьинский, Ильинский, Лаптевский, Троице-Лобановский.

20 мая 1930 года из Михневского района в Малинский был передан Савельевский с/с.
На 1 января 1931 года территория района составляла 635 км², а население — 25 470 человек. Район включал 32 сельсовета и 150 населённых пунктов.
2 ноября 1931 года Больше-Каверинский район был передан Михневскому району.
22 марта 1934 года Каменский с/с был передан Озёрскому району.
17 июля 1939 года были упразднены Авдотьинский, Аксиньинский, Дорковский, Зеваловский, Ильинский, Костомаровский, Лаптевский, Марьинко-Верховлянский, Новоселковский, Орешковский, Сапроновский и Федоровский с/с.
На 1 января 1953 года в районе было 19 сельсоветов: Больше-Алексеевский, Бортниковский, Верховлянский, Колединский, Кошелевский, Куртинский, Леонтьевский, Малинский, Мартыновский, Мещеринский, Пасыкинский, Песочинский, Савельевский, Старинский, Троице-Лобановский (центр — с. Марьинка), Харинский, Хонятинский, Щаповский, Щербининский.
14 июля 1954 года были упразднены Куртинский, Мартыновский, Пасыкинский, Песочинский, Савельевский, Троице-Лобановский, Щаповский и Щербинский с/с. Кошелевский и Харинский с/с были объединены в Дубневский с/с.
30 декабря 1956 года был упразднён Верховлянский с/с.
7 декабря 1957 года Малинский район был упразднён. Его территория была включена в состав Ступинского горсовета.